# Loepa anthera
Loepa anthera är en fjärilsart som beskrevs av Jordan 1911. Loepa anthera ingår i släktet Loepa och familjen påfågelsspinnare. Inga underarter finns listade i Catalogue of Life.